# Aphonopelma phanum
Aphonopelma phanum là một loài nhện trong họ Theraphosidae.
Loài này thuộc chi Aphonopelma. Aphonopelma phanum được Ralph Vary Chamberlin miêu tả năm 1940.